# Премия «Грэмми» за лучшее инструментальное рок-исполнение
«Грэмми» в номинации «Лучшее лучшее инструментальное рок-исполнение» присуждалась в период между 1980 и 2011 годами. В 2012 году, после тотального пересмотра категорий «Грэмми», номинация была упразднена, теперь она вручается как объединенная — «Лучшее рок-исполнение». Награда вручалась вокалистам за проделанную ими работу (композицию или альбом), содержащую качественное вокальное исполнение в жанре рок-музыки. Ежегодно Национальная академия искусства и науки звукозаписи США выбирала несколько претендентов за «художественные достижения, техническое мастерство и значительный вклад в развитие звукозаписи без учёта продаж альбома (сингла) и его позиции в чартах».
Первым лауреатом в этой номинации стал Пол Маккартни с группой Wings за композицию «Rockestra Theme», он был награждён на 22-й церемонии «Грэмми». С 1986 по 1989 категория была известна как «Лучшее инструментальное рок-исполнение (оркестра, группы или сольно)». Согласно описанию в брошюре 52-й церемонии «Грэмми», награда вручается музыкантам «за новые инструментальные записи в жанрах: рок, хард-рок или метал».
Джефф Бек лидирует по количеству побед, всего шесть раз. Стинг получил три награды, две в составе группы The Police. Дважды номинацию выигрывали: Эрик Клэптон, Карлос Сантана (один раз как участник группы «Santana»), The Flaming Lips, Стив Вай, и братья Джимми Вон и Стиви Рэй Вон (каждый раз в составе дуэта «Vaughan Brothers»). На 51-й церемонии «Грэмми» проект Zappa Plays Zappa (во главе с сыном Фрэнка Заппы — Дуизилом) получил статуэтку за исполнение инструментальной композиция Фрэнка «Peaches en Regalia». И отец и сын, оба были номинированы по нескольку раз и даже соревновались друг с другом в 1988 году. Джо Сатриани является лидером по количеству номинаций без побед — четырнадцать раз.
В 2012 году номинация была упразднена в связи с тотальной реструктуризацией категорий «Грэмми», она была перенесена в новую, единую категорию — «Лучшее рок-исполнение». Таким образом, песня «Hammerhead» стала последним победителем этой категории.
Номинантами были произведения, изданные в предыдущий календарный год, относительно текущей церемонии «Грэмми».

## Список лауреатов
| \| Год[I] \| Победитель \| Страна \| Музыкальное произведение \| Номинанты[III] \| Ссылка \| \| ------ \| --------------------------------------------------------------------------------------------------------- \| ------------------------ \| -------------------------------------------- \| ----------------------------------------------------------------- \| ------ \| \| 1980 \| Пол Маккартни и Wings \| Великобритания · США \| «Rockestra Theme[англ.]» \| - Фрэнк Заппа — «Rat Tomago[англ.]» \| [4] \| \| 1981 \| The Police \| Великобритания \| «Reggatta de Blanc[англ.]» \| - The Pretenders — «Space Invader» \| [5] \| \| 1982 \| The Police \| Великобритания \| «Behind My Camel[англ.]» \| - Rush — «YYZ[англ.]» \| [6] \| \| 1983 \| A Flock of Seagulls \| Великобритания \| «D.N.A.[англ.]» \| - Van Morrison — «Scandinavia[англ.]» \| [7] \| \| 1984 \| Стинг \| Великобритания \| «Brimstone & Treacle[англ.]» \| - Стиви Рэй Вон и Double Trouble — «Rude Mood[англ.]» \| [8] \| \| 1985 \| Yes \| Великобритания \| «Cinema[англ.]» \| - Стиви Рэй Вон и Double Trouble — «Voodoo Child (Slight Return)» \| [9] \| \| 1986 \| Джефф Бэк \| Великобритания \| «Escape» \| - Стиви Рэй Вон и Double Trouble — «Say What![англ.]» \| [10] \| \| 1987 \| Art of Noise и Дуэйн Эдди \| Великобритания · США \| «Peter Gunn» \| - Yes — «Amazing Grace» \| [11] \| \| 1988 \| Фрэнк Заппа \| США \| Jazz from Hell[англ.] \| - Стиви Рэй Вон и Дик Дэйл — «Paradise by the C[англ.]» \| [12] \| \| 1989 \| Карлос Сантана \| Мексика \| Blues for Salvador[англ.] \| - Фрэнк Заппа — Guitar[англ.] \| [13] \| \| 1990 \| Джефф Бэк, Терри Боззио и Тони Хаймас \| Великобритания · США \| Jeff Beck's Guitar Shop \| - Стиви Рэй Вон и Double Trouble — «Travis Walk» \| [14] \| \| 1991 \| Vaughan Brothers[II] \| США \| «D/FW?!» \| - Стив Вай — Passion and Warfare[англ.] \| [15] \| \| 1992 \| Эрик Джонсон \| США \| «Cliffs of Dover[англ.]» \| - Yes — «Masquerade» \| [16] \| \| 1993 \| Стиви Рэй Вон и Double Trouble \| США \| «Little Wing» \| - Джо Сатриани — The Extremist \| [17] \| \| 1994 \| Стив Вай \| США \| «Sofar[англ.]» \| - Tangerine Dream — «Purple Haze» \| [18] \| \| 1995 \| Pink Floyd \| Великобритания \| «Marooned» \| - Джо Сатриани — «All Alone» \| [19] \| \| 1996 \| The Allman Brothers Band \| США \| «Jessica[англ.]» \| - Стив Вай — «Tender Surrender» \| [20] \| \| 1997 \| Джимми Вон, Эрик Клэптон, Бонни Рэйт, Роберт Крэй, Би Би Кинг, Бадди Гай, Доктор Джон и Арт Невилл[англ.] \| США · Великобритания \| «SRV Shuffle[англ.]» \| - Эдди и Алекс Ван Хален — «Respect the Wind[англ.]» \| [21] \| \| 1998 \| The Chemical Brothers \| Великобритания \| «Block Rockin' Beats[англ.]» \| - Стив Вай — «For the Love of God[англ.]» \| [22] \| \| 1999 \| Pat Metheny Group[англ.] \| США \| «The Roots of Coincidence[англ.]» \| - Джимми Вон — «The Ironic Twist» \| [23] \| \| 2000 \| Santana и Эрик Клэптон \| Мексика · Великобритания \| «The Calling» \| - Стив Вай — «Windows to the Soul» \| [24] \| \| 2001 \| Metallica, Майкл Кэймен и Симфонический оркестр Сан-Франциско \| США \| «The Call of Ktulu» \| - Джо Сатриани — «Until We Say Goodbye» \| [25] \| \| 2002 \| Джефф Бэк \| Великобритания \| «Dirty Mind[англ.]» \| - Стив Вай — «Whispering a Prayer» \| [26] \| \| 2003 \| The Flaming Lips \| США \| «Approaching Pavonis Mons by Balloon[англ.]» \| - Слэш — «„Love Theme“ из кинофильма Крёстный отец„ \| [27] \| \| 2004 \| Джефф Бэк \| Великобритания \| “Plan B[англ.]» \| - Стив Вай — «Essence» \| [28] \| \| 2005 \| Брайан Уилсон \| США \| «Mrs. O'Leary's Cow[англ.]» \| - Стив Вай — «Whispering a Prayer» \| [29] \| \| 2006 \| Лес Пол и его друзья \| США \| «69 Freedom Specials» \| - Стив Вай — «Lotus Feet» \| [30] \| \| 2007 \| The Flaming Lips \| США \| «The Wizard Turns On...[англ.]» \| - Джо Сатриани — «Super Colossal» \| [31] \| \| 2008 \| Брюс Спрингстин \| США \| «Once Upon a Time in the West[англ.]» \| - Стив Вай — «The Attitude Song[англ.]» \| [32] \| \| 2009 \| Zappa Plays Zappa[англ.] совместно со Стивом Ваем и Наполеоном Мёрфи Броком \| США \| «Peaches en Regalia[англ.]» \| - Rush — «Hope[англ.]» (Live for The Art of Peace[англ.])" \| [33] \| \| 2010 \| Джефф Бэк \| Великобритания \| «A Day in the Life» \| - Стив Вай — «Now We Run[англ.]» \| [34] \| \| 2011 \| Джефф Бэк \| Великобритания \| «Hammerhead[англ.]» \| - Заппа, Дуизил — «The Deathless Horsie» \| [35] \| | |                          |                                       |                                                                   |        |
| Год[I] | Победитель                                                                                         | Страна                   | Музыкальное произведение              | Номинанты[III]                                                    | Ссылка |
| 1980 | Пол Маккартни и Wings                                                                              | Великобритания · США     | «Rockestra Theme»                     | - Фрэнк Заппа — «Rat Tomago»                                      | [ 4 ]  |
| 1981 | The Police                                                                                         | Великобритания           | «Reggatta de Blanc»                   | - The Pretenders — «Space Invader»                                | [ 5 ]  |
| 1982 | The Police                                                                                         | Великобритания           | «Behind My Camel»                     | - Rush — «YYZ»                                                    | [ 6 ]  |
| 1983 | A Flock of Seagulls                                                                                | Великобритания           | «D.N.A.»                              | - Van Morrison — «Scandinavia»                                    | [ 7 ]  |
| 1984 | Стинг                                                                                              | Великобритания           | «Brimstone & Treacle»                 | - Стиви Рэй Вон и Double Trouble — «Rude Mood»                    | [ 8 ]  |
| 1985 | Yes                                                                                                | Великобритания           | «Cinema»                              | - Стиви Рэй Вон и Double Trouble — «Voodoo Child (Slight Return)» | [ 9 ]  |
| 1986 | Джефф Бэк                                                                                          | Великобритания           | «Escape»                              | - Стиви Рэй Вон и Double Trouble — «Say What!»                    | [ 10 ] |
| 1987 | Art of Noise и Дуэйн Эдди                                                                          | Великобритания · США     | «Peter Gunn»                          | - Yes — «Amazing Grace»                                           | [ 11 ] |
| 1988 | Фрэнк Заппа                                                                                        | США                      | Jazz from Hell                        | - Стиви Рэй Вон и Дик Дэйл — «Paradise by the C»                  | [ 12 ] |
| 1989 | Карлос Сантана                                                                                     | Мексика                  | Blues for Salvador                    | - Фрэнк Заппа — Guitar                                            | [ 13 ] |
| 1990 | Джефф Бэк, Терри Боззио и Тони Хаймас                                                              | Великобритания · США     | Jeff Beck's Guitar Shop               | - Стиви Рэй Вон и Double Trouble — «Travis Walk»                  | [ 14 ] |
| 1991 | Vaughan Brothers[II]                                                                               | США                      | «D/FW»                                | - Стив Вай — Passion and Warfare                                  | [ 15 ] |
| 1992 | Эрик Джонсон                                                                                       | США                      | «Cliffs of Dover»                     | - Yes — «Masquerade»                                              | [ 16 ] |
| 1993 | Стиви Рэй Вон и Double Trouble                                                                     | США                      | «Little Wing»                         | - Джо Сатриани — The Extremist                                    | [ 17 ] |
| 1994 | Стив Вай                                                                                           | США                      | «Sofar»                               | - Tangerine Dream — «Purple Haze»                                 | [ 18 ] |
| 1995 | Pink Floyd                                                                                         | Великобритания           | «Marooned»                            | - Джо Сатриани — «All Alone»                                      | [ 19 ] |
| 1996 | The Allman Brothers Band                                                                           | США                      | «Jessica»                             | - Стив Вай — «Tender Surrender»                                   | [ 20 ] |
| 1997 | Джимми Вон, Эрик Клэптон, Бонни Рэйт, Роберт Крэй, Би Би Кинг, Бадди Гай, Доктор Джон и Арт Невилл | США · Великобритания     | «SRV Shuffle»                         | - Эдди и Алекс Ван Хален — «Respect the Wind»                     | [ 21 ] |
| 1998 | The Chemical Brothers                                                                              | Великобритания           | «Block Rockin' Beats»                 | - Стив Вай — «For the Love of God»                                | [ 22 ] |
| 1999 | Pat Metheny Group                                                                                  | США                      | «The Roots of Coincidence»            | - Джимми Вон — «The Ironic Twist»                                 | [ 23 ] |
| 2000 | Santana и Эрик Клэптон                                                                             | Мексика · Великобритания | «The Calling»                         | - Стив Вай — «Windows to the Soul»                                | [ 24 ] |
| 2001 | Metallica, Майкл Кэймен и Симфонический оркестр Сан-Франциско                                      | США                      | «The Call of Ktulu»                   | - Джо Сатриани — «Until We Say Goodbye»                           | [ 25 ] |
| 2002 | Джефф Бэк                                                                                          | Великобритания           | «Dirty Mind»                          | - Стив Вай — «Whispering a Prayer»                                | [ 26 ] |
| 2003 | The Flaming Lips                                                                                   | США                      | «Approaching Pavonis Mons by Balloon» | - Слэш — «„Love Theme“ из кинофильма Крёстный отец„               | [ 27 ] |
| 2004 | Джефф Бэк                                                                                          | Великобритания           | “Plan B»                              | - Стив Вай — «Essence»                                            | [ 28 ] |
| 2005 | Брайан Уилсон                                                                                      | США                      | «Mrs. O'Leary's Cow»                  | - Стив Вай — «Whispering a Prayer»                                | [ 29 ] |
| 2006 | Лес Пол и его друзья                                                                               | США                      | «69 Freedom Specials»                 | - Стив Вай — «Lotus Feet»                                         | [ 30 ] |
| 2007 | The Flaming Lips                                                                                   | США                      | «The Wizard Turns On...»              | - Джо Сатриани — «Super Colossal»                                 | [ 31 ] |
| 2008 | Брюс Спрингстин                                                                                    | США                      | «Once Upon a Time in the West»        | - Стив Вай — «The Attitude Song»                                  | [ 32 ] |
| 2009 | Zappa Plays Zappa совместно со Стивом Ваем и Наполеоном Мёрфи Броком                               | США                      | «Peaches en Regalia»                  | - Rush — «Hope» (Live for The Art of Peace)"                      | [ 33 ] |
| 2010 | Джефф Бэк                                                                                          | Великобритания           | «A Day in the Life»                   | - Стив Вай — «Now We Run»                                         | [ 34 ] |
| 2011 | Джефф Бэк                                                                                          | Великобритания           | «Hammerhead»                          | - Заппа, Дуизил — «The Deathless Horsie»                          | [ 35 ] |

- ↑  Ссылка на церемонию «Грэмми», состоявшуюся в этом году.
- ↑ «Vaughan Brothers» — дуэт Джимми Вона и Стиви Рэй Вона.
- ↑  Кавычками обозначены — песни (синглы), курсивом — альбомы.